# Thermichthys hollisi
Thermichthys hollisi (Syn.: Bythites hollisi, Gerhardia hollisi) ist ein bis 30 cm langer Meeresfisch, der erst 1988 durch das Tiefsee-U-Boot Alvin an einer Spreizungszone bei den Galápagos-Inseln in einer Tiefe von etwa 2500 Meter gefangen und 1990 wissenschaftlich beschrieben wurde. Die Fische leben dort in der Umgebung von Hydrothermalquellen. Sie sind in diesem Lebensraum die einzigen endemischen Wirbeltiere. Wahrscheinlich ist Thermichthys hollisi an höhere Temperaturen angepasst, als sie normalerweise in der Tiefsee herrschen (2 bis 4 °C).

## Aussehen
Thermichthys hollisi hat einen kurzen, kräftigen Körper, ein großes Maul und kleine, schlecht entwickelte Augen. Die Schwanzflosse ist mit der Rücken- und der Afterflosse zu einem durchgehenden Flossensaum zusammengewachsen.

## Nahrung
Basis der Nahrungskette in diesem Biotop bilden chemosynthetisch aktive Bakterien und Archaeen, die in der heißen lichtlosen Umgebung Schwefelwasserstoff als Energielieferant nutzen, um Kohlenstoffdioxid in organische Verbindungen umzuwandeln. Individuen von Thermichthys hollisi wurden dabei beobachtet, wie sie über den heißen Quellen schweben und hin und wieder ihren Kopf in den Strom warmen Wassers steckten. Es ist nicht bekannt, ob die Fische direkt Bakterien fressen oder andere Tiere, die sich von den Bakterien ernähren.